# 귀스타브 도레
폴 귀스타브 도레(프랑스어: Paul Gustave Doré, 1832년 1월 6일 - 1883년 1월 23일)는 프랑스의 삽화가이자, 판화작가이다.

## 작품 활동
외경을 포함한 성서의 내용들을 소재로 한 판화로 유명하며, 당시 자본가들 사이에서 도레의 그림을 걸어두는게 유행일 정도로 인기를 받았다. 대한민국에는 크리스챤 다이제스트에서 《구스타브 도레의 성경판화》라는 제목으로 그의 작품이 소개되었다. 또한 동화 《빨간 두건》, 《장화신은 고양이》의 삽화를 그린 삽화가이기도 하다.

## 작품

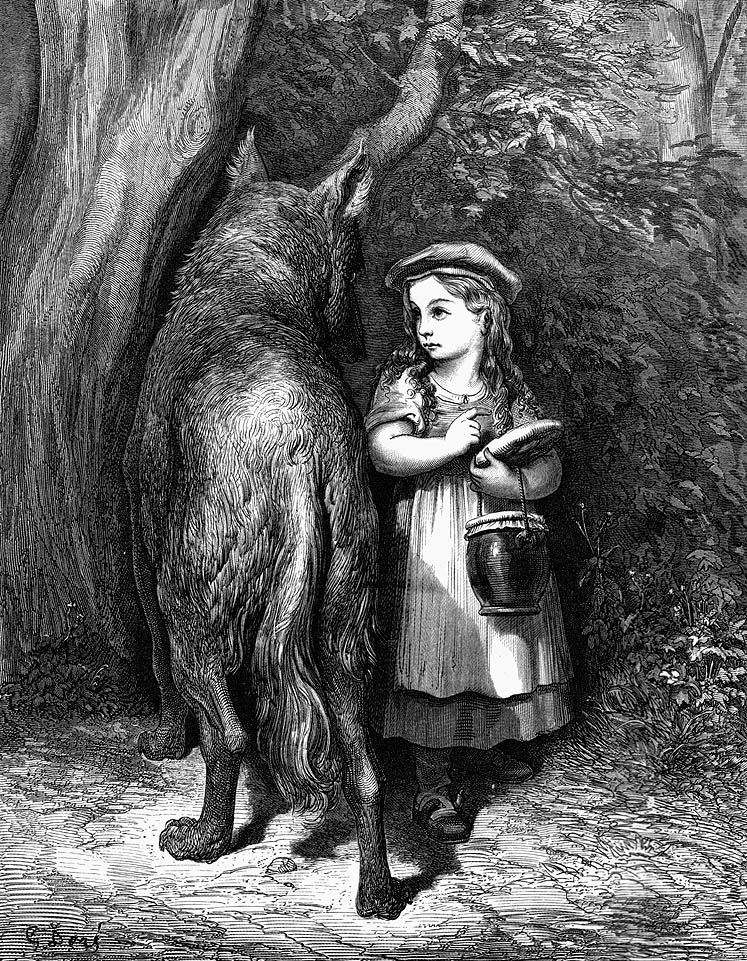
동화 빨간 두건의 삽화
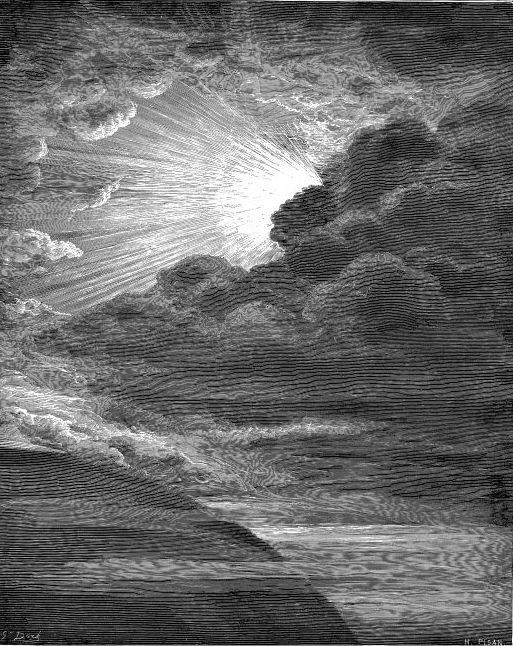
천지창조
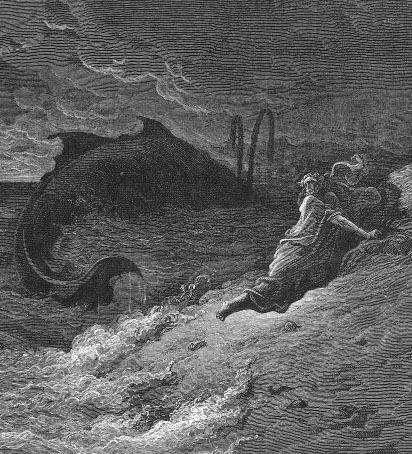
예언자 요나와 큰 물고기
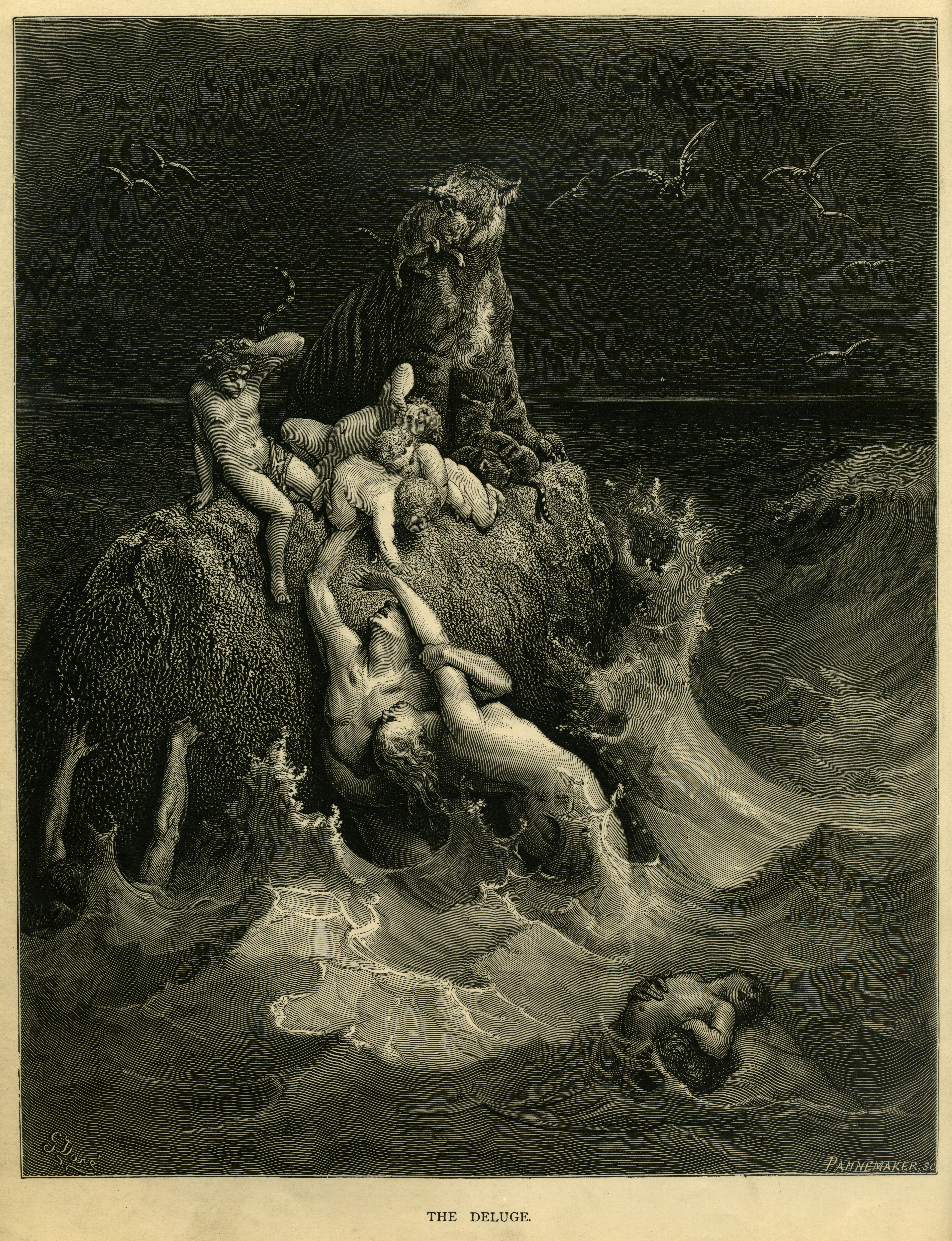
대홍수
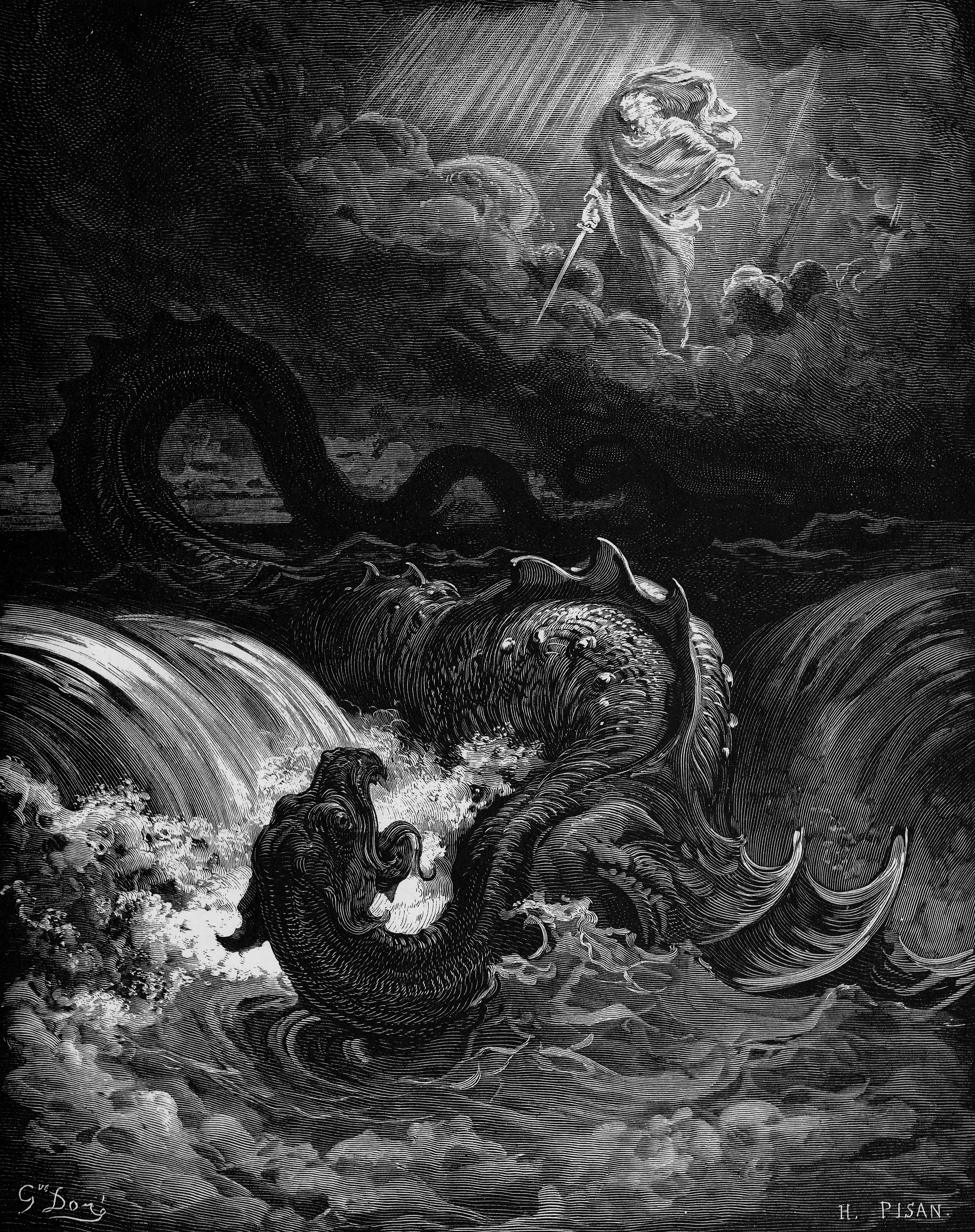
레비아탄의 파괴
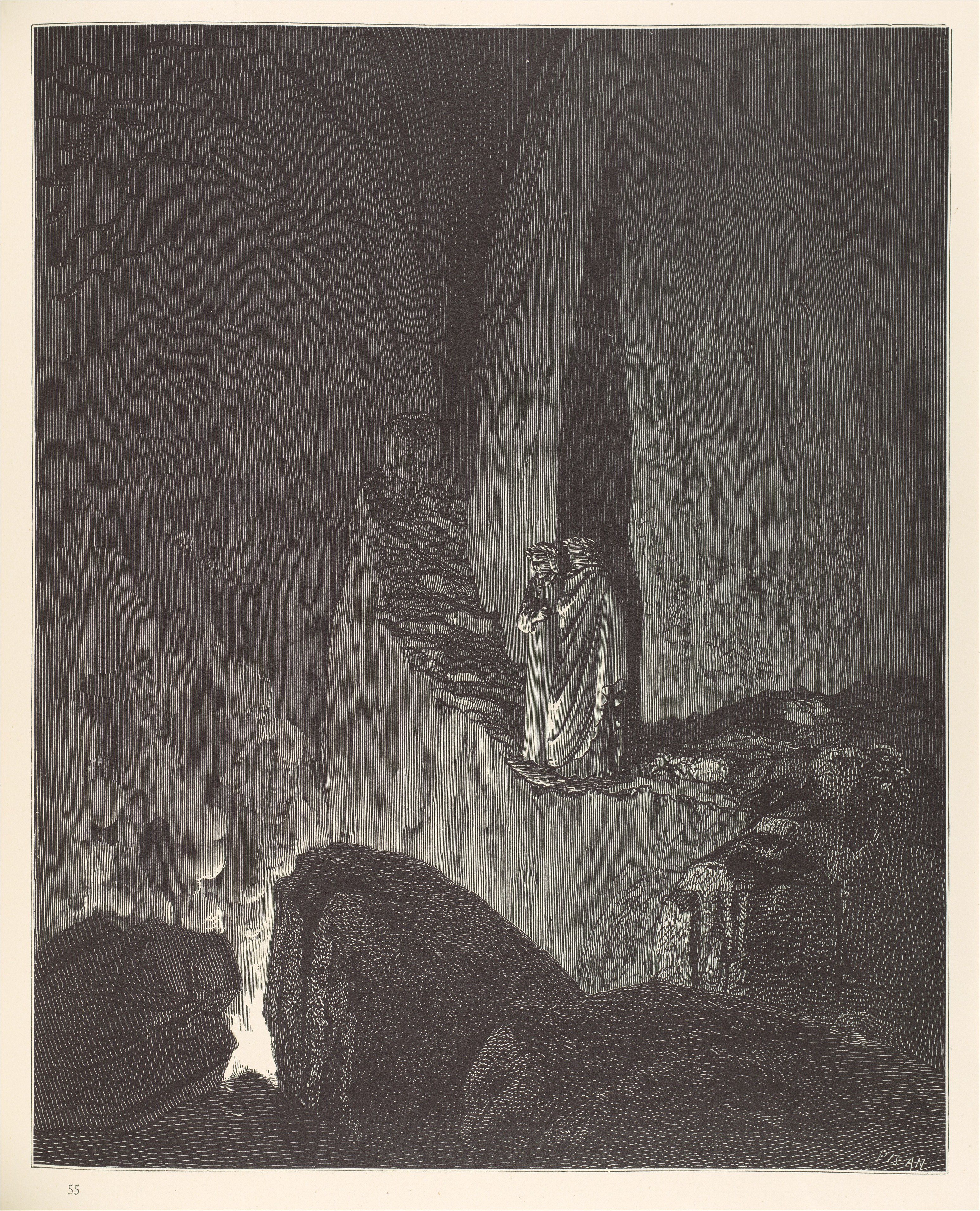
신곡의 삽화
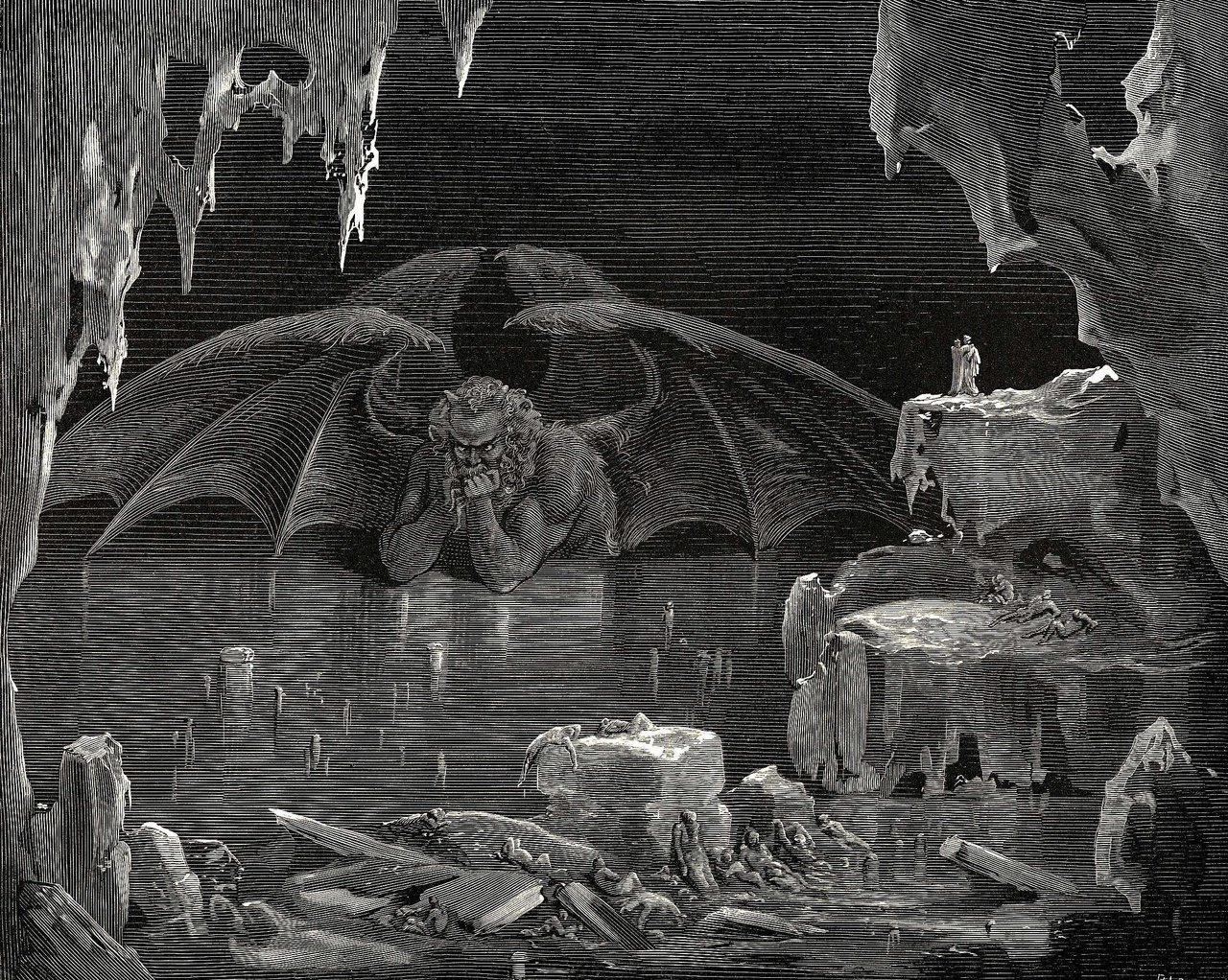
신곡의 삽화
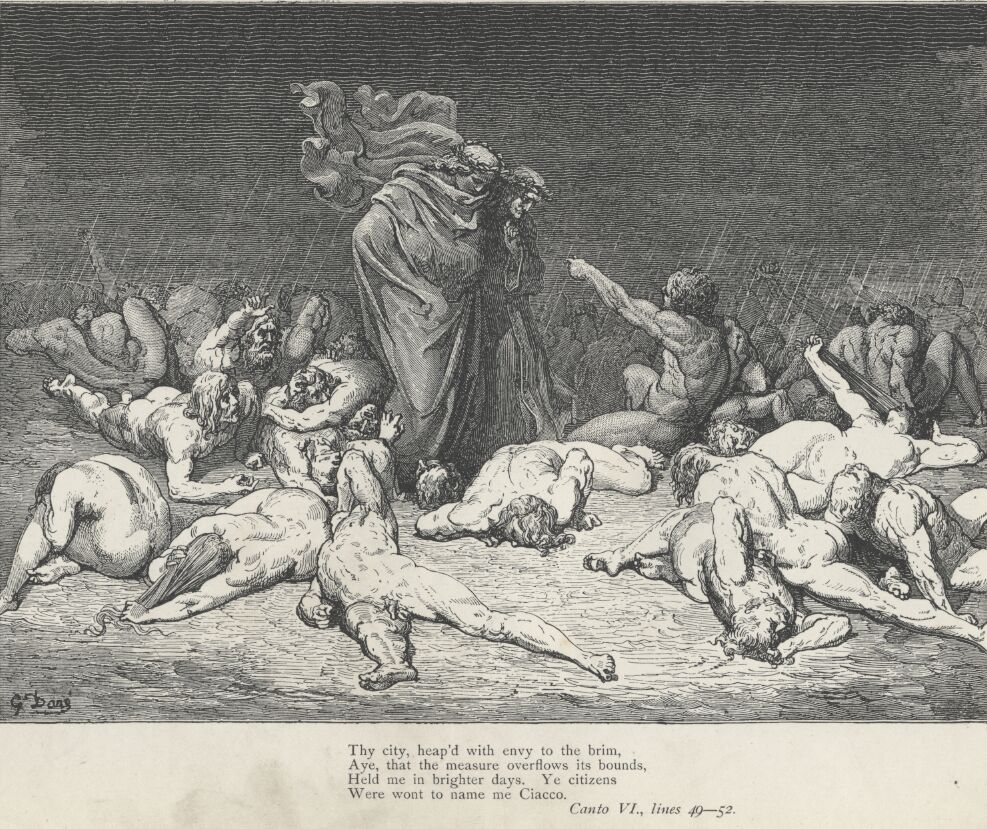
신곡의 삽화
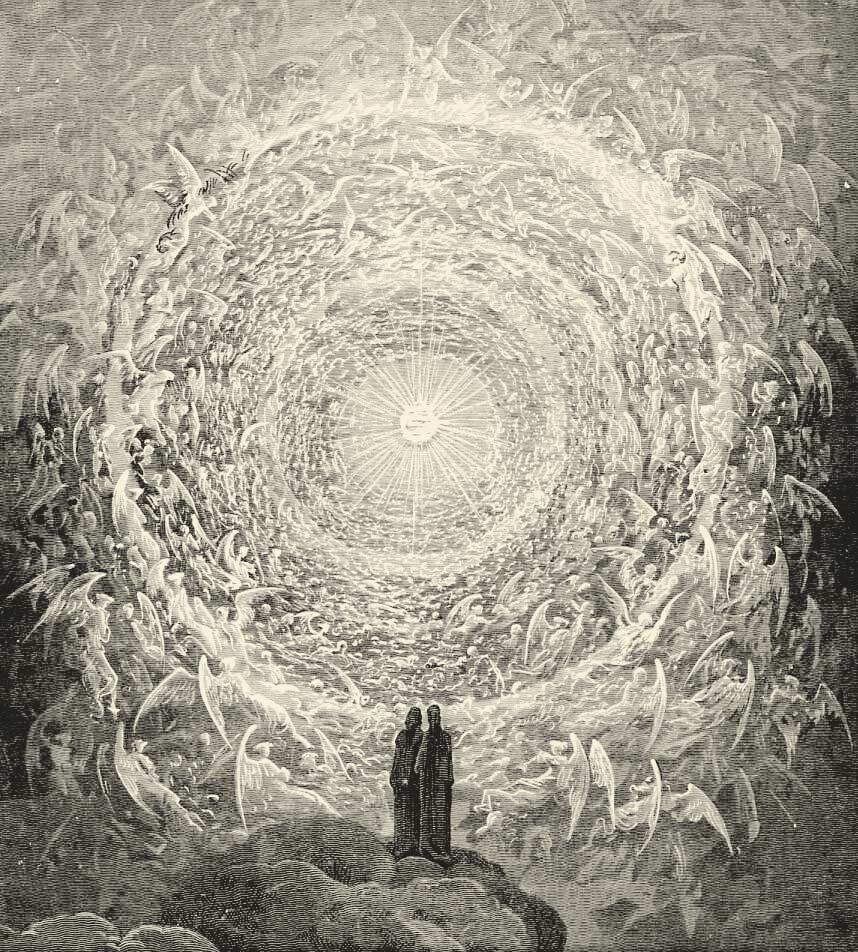
"최고천", 신곡의 삽화
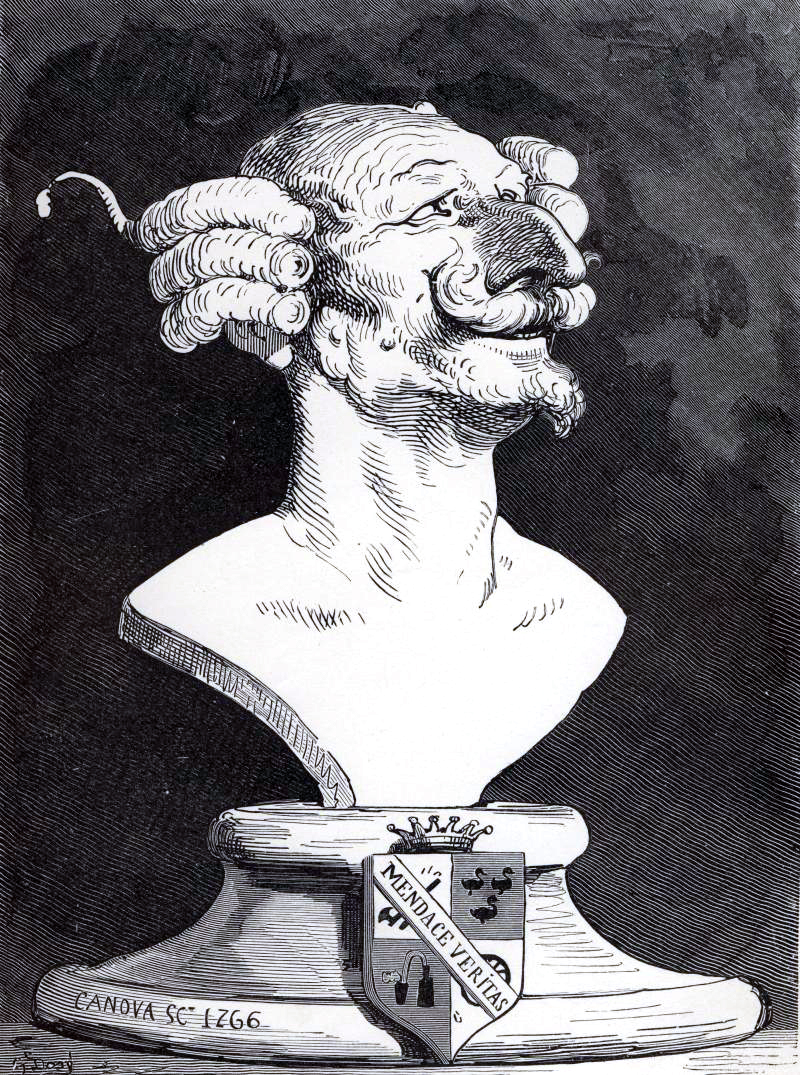
뮌히하우젠 남작 (Baron Münchhausen)
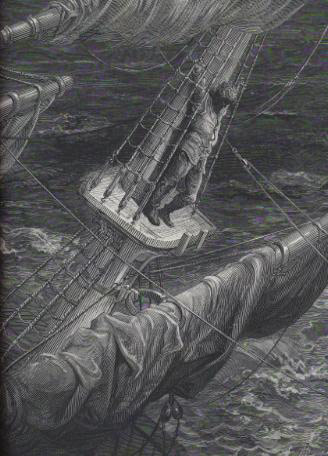
먼 옛날의 선원
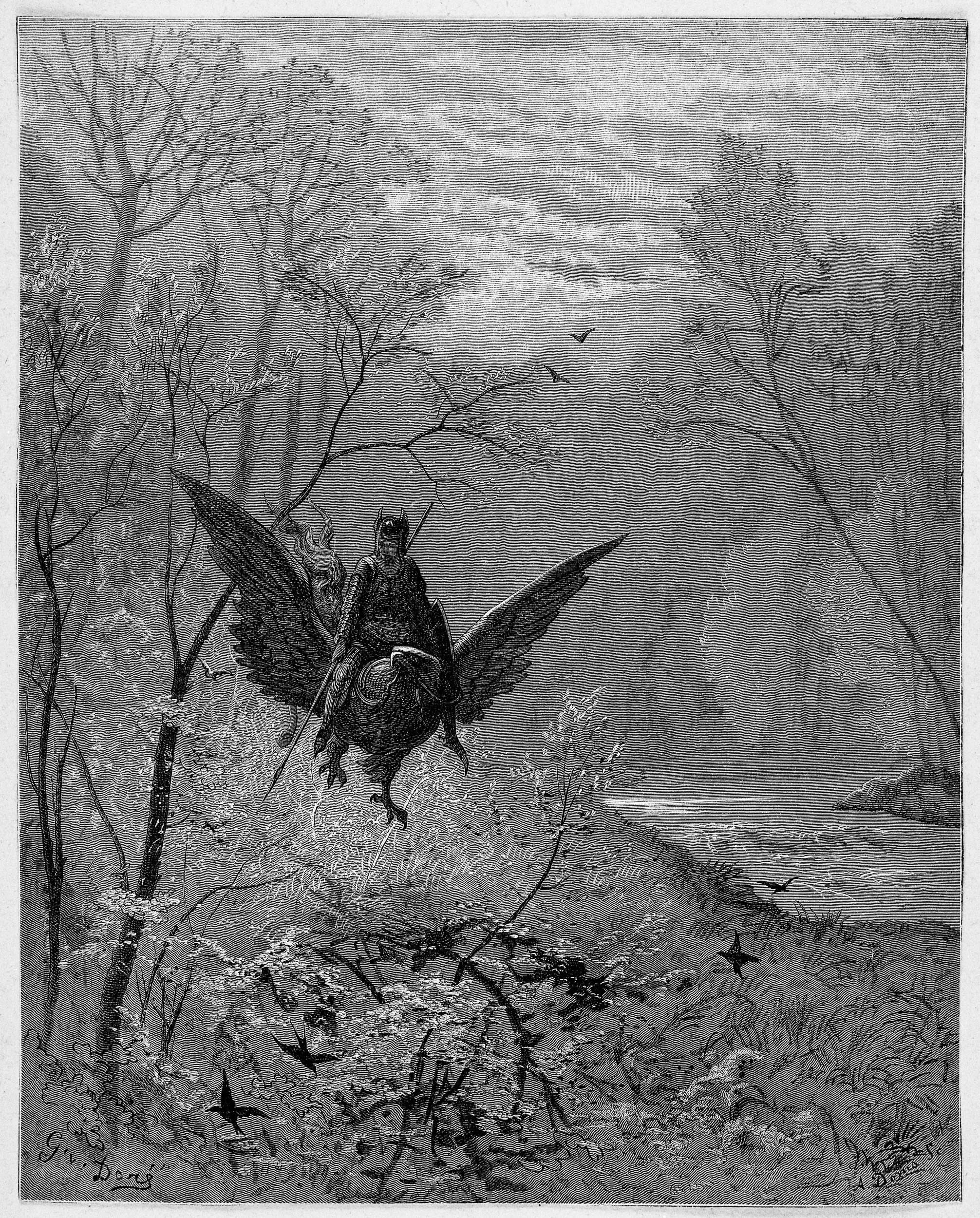
광란의 오를란도의 삽화
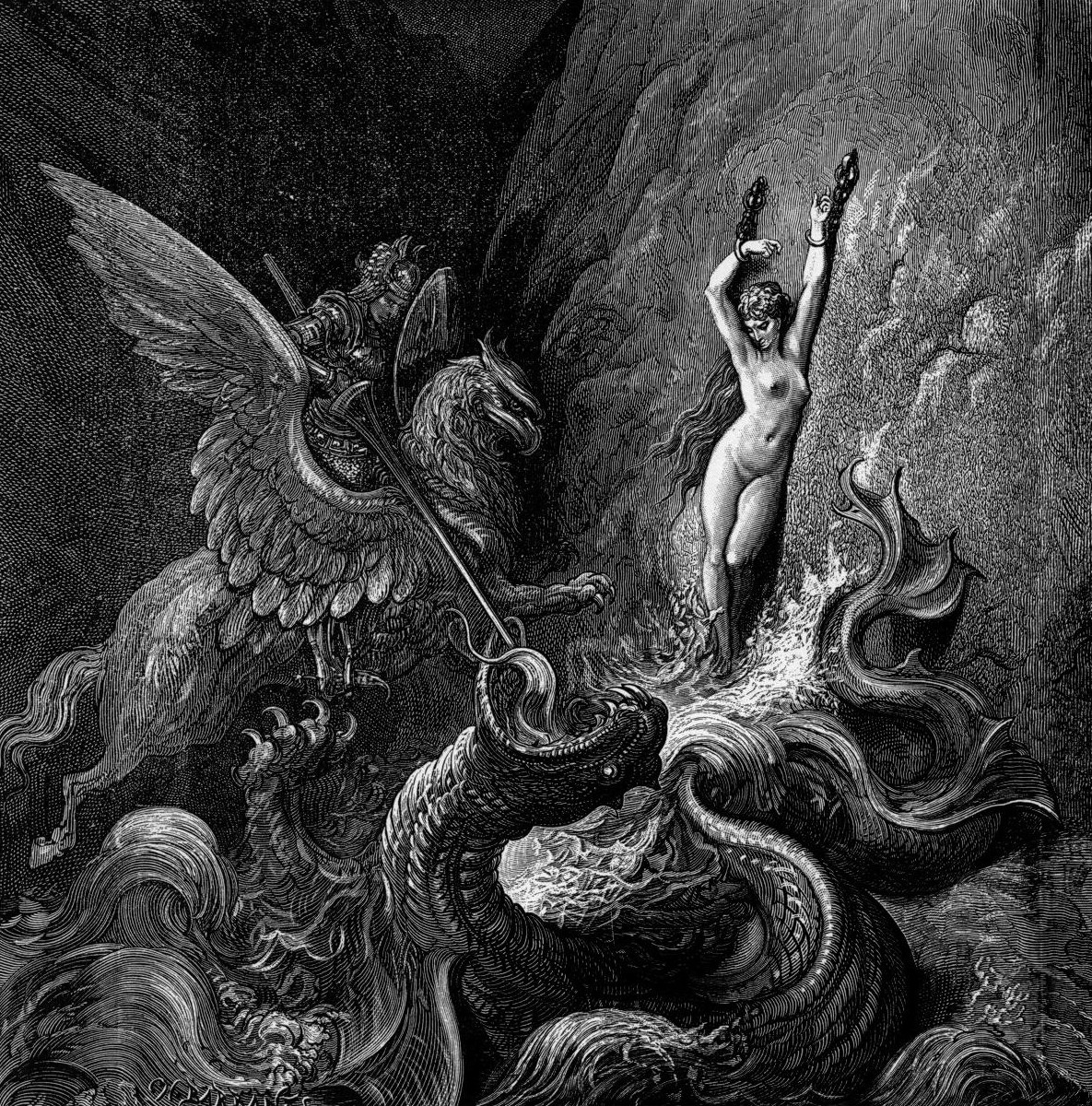
광란의 오를란도의 삽화
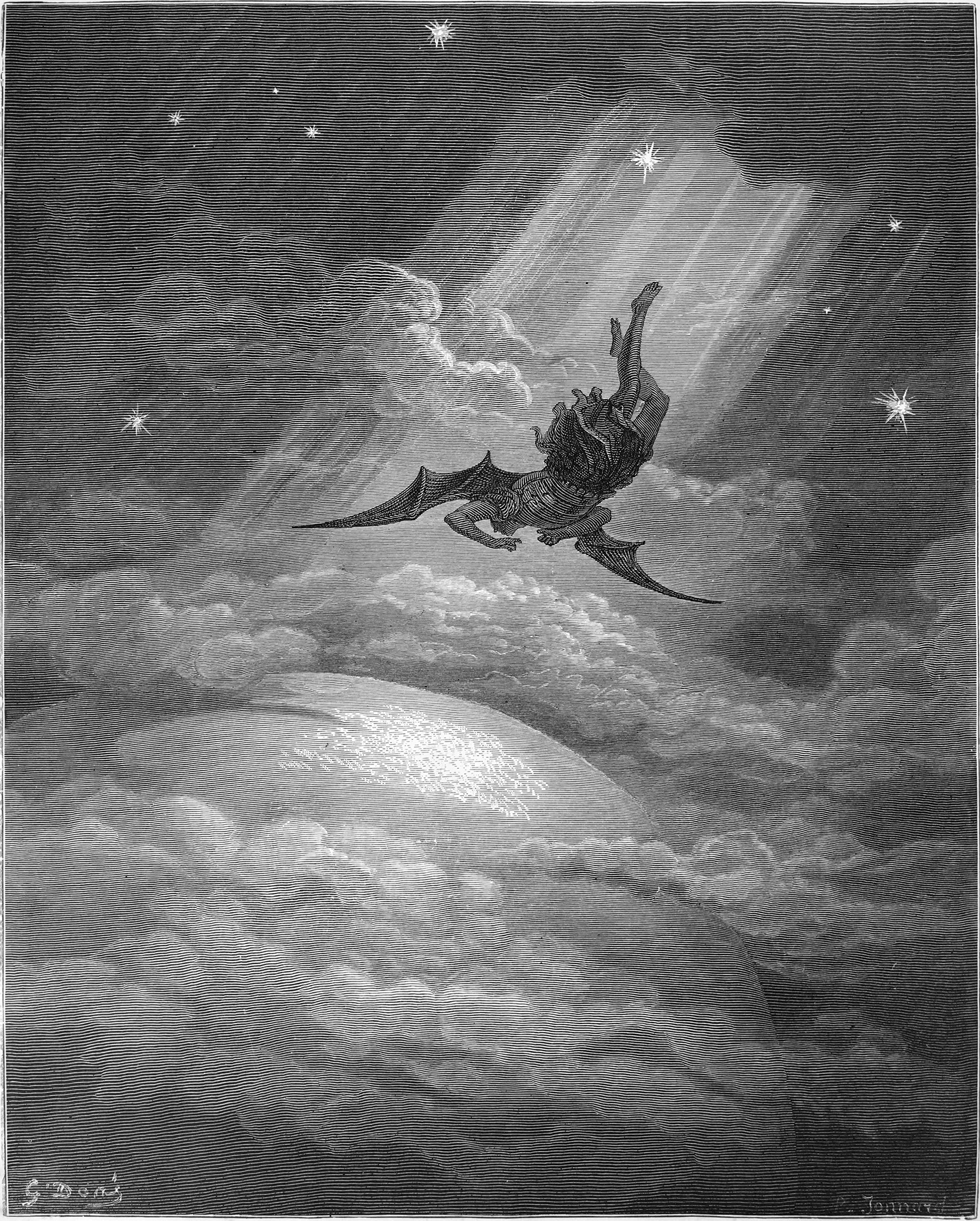
실낙원의 삽화
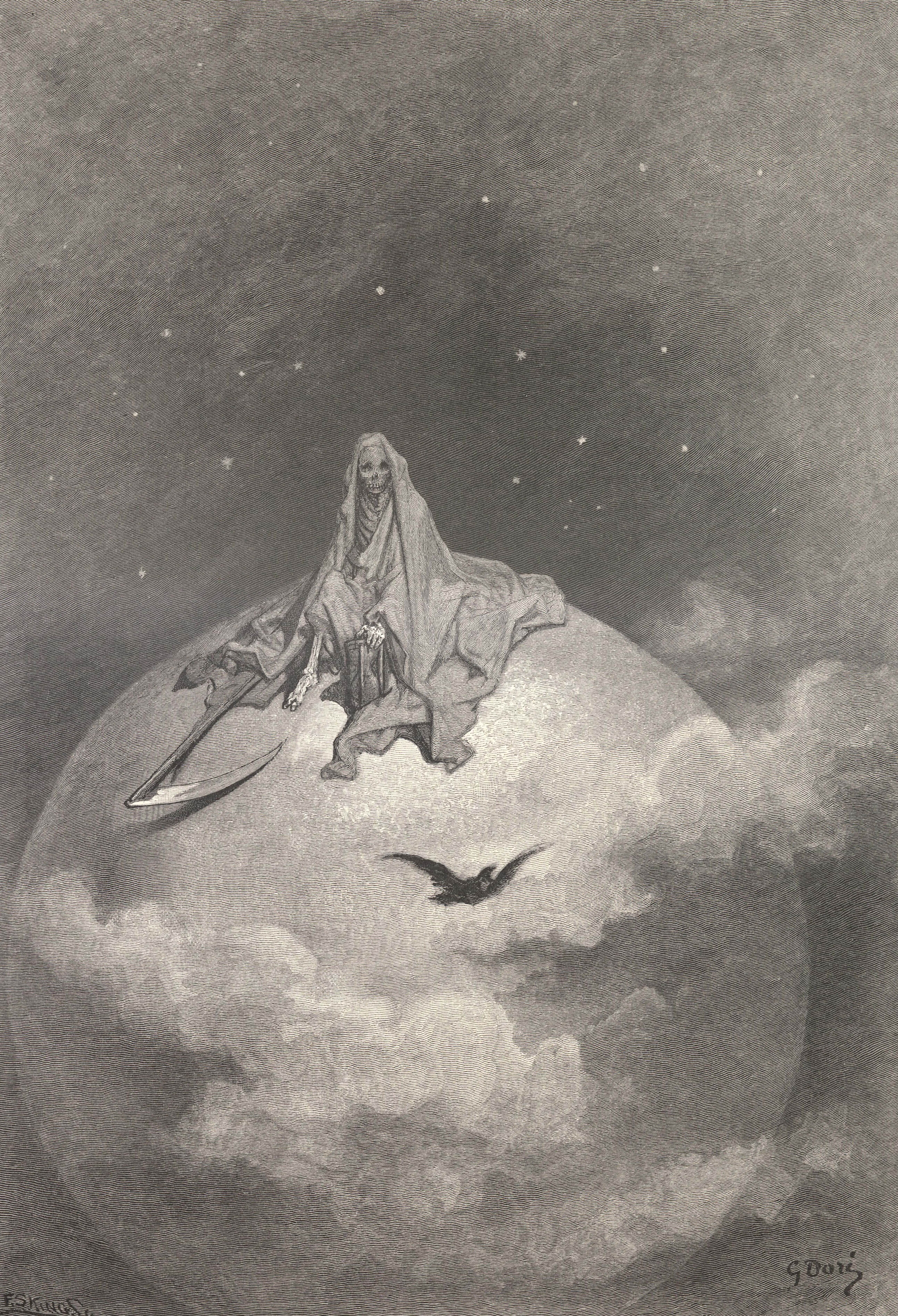
에드가 앨런 포의 "더 레이븐"
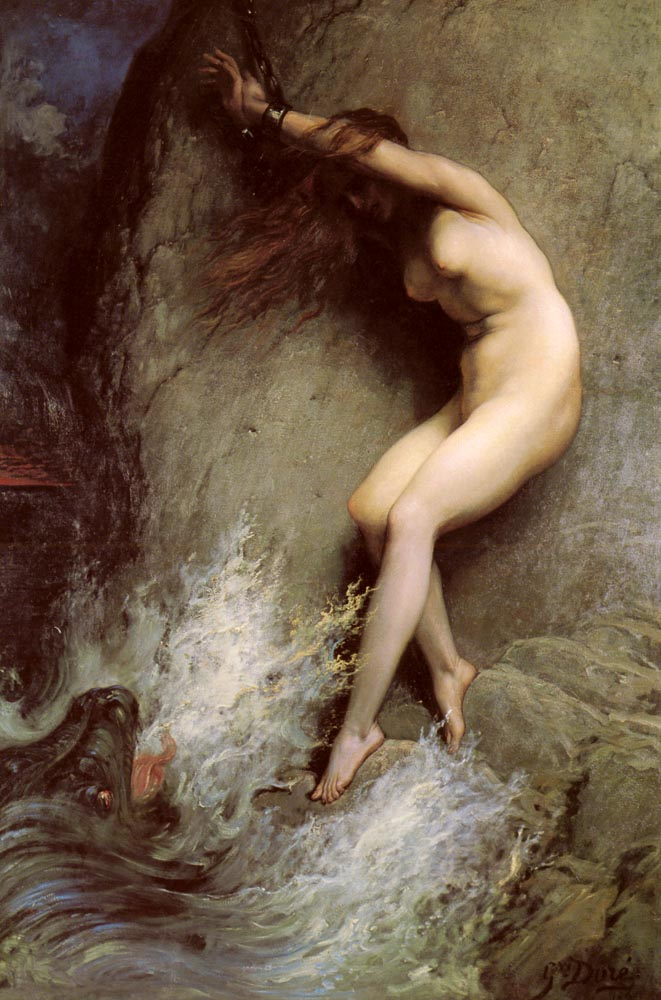
안드로메다(Andromeda)